# Adenozilcobalamină
Adenozilcobalamina (AdoCbl, cobamamida sau coenzima B12) este una dintre formele active biologic ale vitaminei B12 (cobalamină). Este utilizată ca supliment alimentar pentru a preveni deficitul de vitamina B12.
Adenozilcobalamina participă pe post de cofactor enzimatic în unele reacții de transpoziție 1,2 radicalice. Procesele la care participă presupun o formare a unui radical dezoxiadenozil. Un exemplu de enzimă ce utilizează adenozilcobalamina pe post de cofactor este metilmalonil-CoA-mutaza (MCM).